# Critics’ Choice Movie Awards 2018

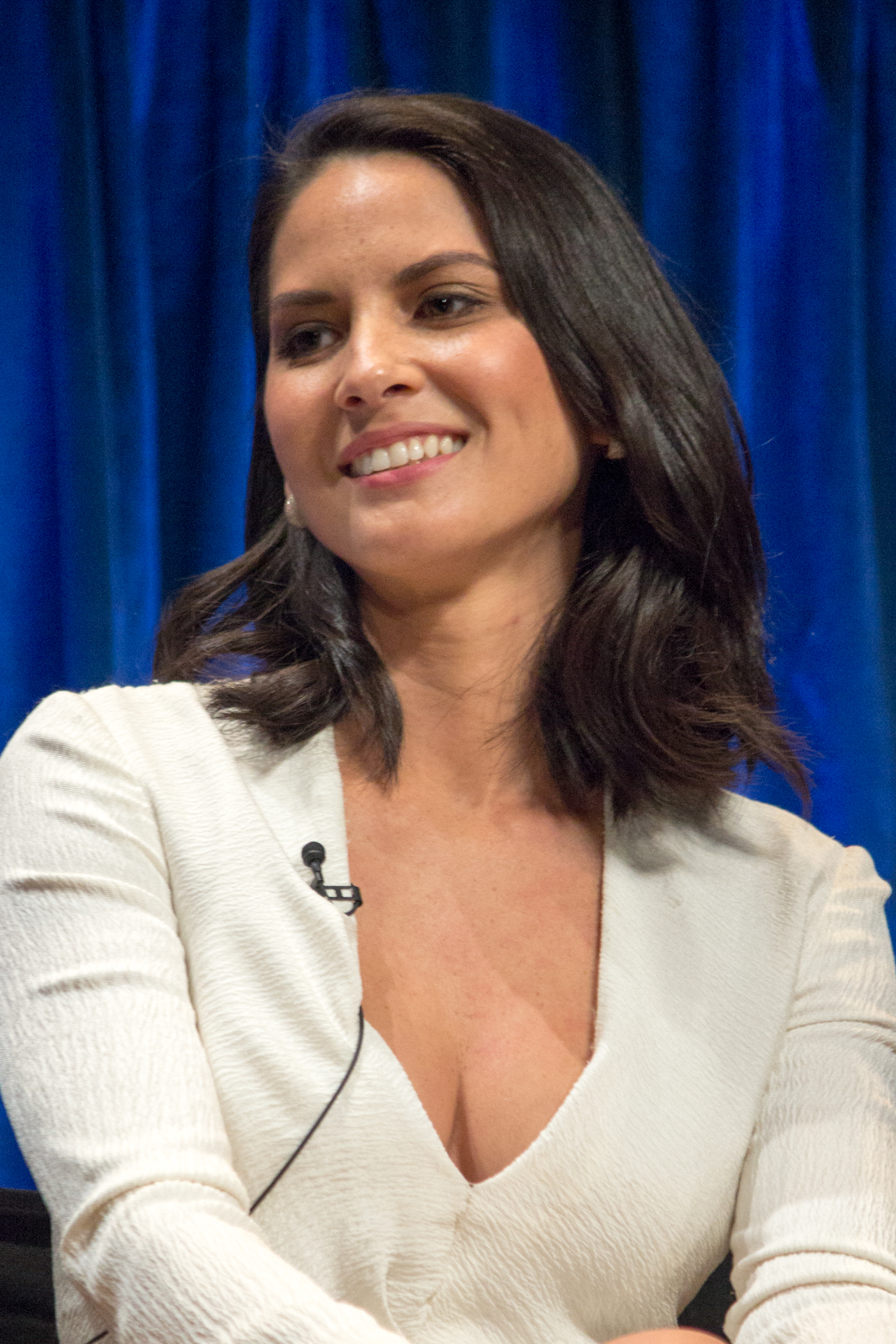
Olivia Munn, Moderatorin der Verleihung

Die 23. Verleihung der US-amerikanischen Critics’ Choice Movie Awards, die jährlich von der Broadcast Film Critics Association (BFCA) vergeben werden, fand am 11. Januar 2018 im Barker Hangar auf dem Santa Monica Municipal Airport im kalifornischen Santa Monica statt. Die Verleihung wurde von Olivia Munn moderiert und live vom US-Sender The CW ausgestrahlt.
Die Nominierungen wurden am 6. Dezember 2017 bekanntgegeben.

## Gewinner und Nominierte
| Film                                      | N   | A |
| ----------------------------------------- | --- | - |
| Shape of Water – Das Flüstern des Wassers | 140 | 4 |
| Call Me by Your Name                      | 8   | 1 |
| Dunkirk                                   | 8   | 1 |
| Lady Bird                                 | 8   | 0 |
| Die Verlegerin                            | 8   | 0 |
| Blade Runner 2049                         | 7   | 1 |
| Three Billboards Outside Ebbing, Missouri | 6   | 3 |
| The Big Sick                              | 6   | 1 |
| Get Out                                   | 5   | 2 |
| I, Tonya                                  | 5   | 2 |
| Die dunkelste Stunde                      | 4   | 2 |
| The Disaster Artist                       | 4   | 1 |
| Der seidene Faden                         | 4   | 1 |
| Mudbound                                  | 4   | 0 |
| Die Schöne und das Biest                  | 4   | 0 |
| The Florida Project                       | 3   | 1 |
| Wonder Woman                              | 3   | 1 |
| Girls Trip                                | 3   | 0 |
| Logan – The Wolverine                     | 3   | 0 |
| Thor: Tag der Entscheidung                | 3   | 0 |
| Wunder                                    | 3   | 0 |

### Bester Film
Shape of Water – Das Flüstern des Wassers (The Shape of Water)
The Big Sick
Call Me by Your Name
Die dunkelste Stunde (Darkest Hour)
Dunkirk
The Florida Project
Get Out
Lady Bird
Die Verlegerin (The Post)
Three Billboards Outside Ebbing, Missouri

### Bester Hauptdarsteller
Gary Oldman – Die dunkelste Stunde (Darkest Hour)
Timothée Chalamet – Call Me by Your Name
James Franco – The Disaster Artist
Jake Gyllenhaal – Stronger
Tom Hanks – Die Verlegerin (The Post)
Daniel Kaluuya – Get Out
Daniel Day-Lewis – Der seidene Faden (Phantom Thread)

### Beste Hauptdarstellerin
Frances McDormand – Three Billboards Outside Ebbing, Missouri
Jessica Chastain – Molly’s Game – Alles auf eine Karte (Molly’s Game)
Sally Hawkins – Shape of Water – Das Flüstern des Wassers (The Shape of Water)
Margot Robbie – I, Tonya
Saoirse Ronan – Lady Bird
Meryl Streep – Die Verlegerin (The Post)

### Bester Nebendarsteller
Sam Rockwell – Three Billboards Outside Ebbing, Missouri
Willem Dafoe – The Florida Project
Armie Hammer – Call Me by Your Name
Richard Jenkins – Shape of Water – Das Flüstern des Wassers (The Shape of Water)
Patrick Stewart – Logan – The Wolverine (Logan)
Michael Stuhlbarg – Call Me by Your Name

### Beste Nebendarstellerin
Allison Janney – I, Tonya
Mary J. Blige – Mudbound
Hong Chau – Downsizing
Tiffany Haddish – Girls Trip
Holly Hunter – The Big Sick
Laurie Metcalf – Lady Bird
Octavia Spencer – Shape of Water – Das Flüstern des Wassers (The Shape of Water)

### Beste Jungdarsteller
Brooklynn Prince – The Florida Project
Mckenna Grace – Begabt – Die Gleichung eines Lebens (Gifted)
Dafne Keen – Logan – The Wolverine (Logan)
Millicent Simmonds – Wonderstruck
Jacob Tremblay – Wunder (Wonder)

### Bestes Schauspielensemble
Three Billboards Outside Ebbing, Missouri
Dunkirk
Lady Bird
Mudbound
Die Verlegerin (The Post)

### Beste Regie
Guillermo del Toro – Shape of Water – Das Flüstern des Wassers (The Shape of Water)
Greta Gerwig – Lady Bird
Martin McDonagh – Three Billboards Outside Ebbing, Missouri
Christopher Nolan – Dunkirk
Luca Guadagnino – Call Me by Your Name
Jordan Peele – Get Out
Steven Spielberg – Die Verlegerin (The Post)

### Bestes Originaldrehbuch
Jordan Peele – Get Out
Guillermo del Toro und Vanessa Taylor – Shape of Water – Das Flüstern des Wassers (The Shape of Water)
Greta Gerwig – Lady Bird
Emily V. Gordon und Kumail Nanjiani – The Big Sick
Liz Hannah und Josh Singer – Die Verlegerin (The Post)
Martin McDonagh – Three Billboards Outside Ebbing, Missouri

### Bestes adaptiertes Drehbuch
James Ivory – Call Me by Your Name
Scott Neustadter und Michael H. Weber – The Disaster Artist
Dee Rees und Virgil Williams – Mudbound
Aaron Sorkin – Molly’s Game – Alles auf eine Karte (Molly’s Game)
Jack Thorne, Steve Conrad und Stephen Chbosky – Wunder (Wonder)

### Beste Kamera
Roger Deakins – Blade Runner 2049
Hoyte van Hoytema – Dunkirk
Dan Laustsen – Shape of Water – Das Flüstern des Wassers (The Shape of Water)
Rachel Morrison – Mudbound
Sayombhu Mukdeeprom – Call Me by Your Name

### Bestes Szenenbild
Paul Denham Austerberry, Shane Vieau und Jeffrey A. Melvin – Shape of Water – Das Flüstern des Wassers (The Shape of Water)
Jim Clay und Rebecca Alleway – Mord im Orient Express (Murder on the Orient Express)
Nathan Crowley und Gary Fettis – Dunkirk
Dennis Gassner und Alessandra Querzola – Blade Runner 2049
Sarah Greenwood und Katie Spencer – Die Schöne und das Biest (Beauty and the Beast)
Mark Tildesley und Véronique Melery – Der seidene Faden (Phantom Thread)

### Bester Schnitt
Paul Machliss und Jonathan Amos – Baby Driver

Lee Smith – Dunkirk
Michael Kahn und Sarah Broshar – Die Verlegerin (The Post)
Joe Walker – Blade Runner 2049
Sidney Wolinsky – Shape of Water – Das Flüstern des Wassers (The Shape of Water)

### Beste Kostüme
Mark Bridges – Der seidene Faden (Phantom Thread)
Renée April – Blade Runner 2049
Jacqueline Durran – Die Schöne und das Biest (Beauty and the Beast)
Lindy Hemming – Wonder Woman
Luis Sequeira – Shape of Water – Das Flüstern des Wassers (The Shape of Water)

### Bestes Make-up und beste Frisuren
Die dunkelste Stunde (Darkest Hour)
Die Schöne und das Biest (Beauty and the Beast)
I, Tonya
Shape of Water – Das Flüstern des Wassers (The Shape of Water)
Wunder (Wonder)

### Beste visuelle Effekte
Planet der Affen: Survival (War for the Planet of the Apes)
Blade Runner 2049
Dunkirk
Shape of Water – Das Flüstern des Wassers (The Shape of Water)
Thor: Tag der Entscheidung (Thor: Ragnarok)
Wonder Woman

### Bester animierter Spielfilm
Coco – Lebendiger als das Leben! (Coco)
Der Brotverdiener (The Breadwinner)
Ich – Einfach unverbesserlich 3 (Despicable Me 3)
The LEGO Batman Movie
Loving Vincent

### Bester Actionfilm
Wonder Woman
Baby Driver
Logan – The Wolverine (Logan)
Thor: Tag der Entscheidung (Thor: Ragnarok)
Planet der Affen: Survival (War for the Planet of the Apes)

### Beste Komödie
The Big Sick
The Disaster Artist
Girls Trip
I, Tonya
Lady Bird

### Bester Schauspieler in einer Komödie
James Franco – The Disaster Artist
Steve Carell – Battle of the Sexes – Gegen jede Regel (Battle of the Sexes)
Chris Hemsworth – Thor: Tag der Entscheidung (Thor: Ragnarok)
Kumail Nanjiani – The Big Sick
Adam Sandler – The Meyerowitz Stories (New and Selected)

### Beste Schauspielerin in einer Komödie
Margot Robbie – I, Tonya
Tiffany Haddish – Girls Trip
Zoe Kazan – The Big Sick
Saoirse Ronan – Lady Bird
Emma Stone – Battle of the Sexes – Gegen jede Regel (Battle of the Sexes)

### Bester Science-Fiction-/Horrorfilm
Get Out
Blade Runner 2049
Es (It)
Shape of Water – Das Flüstern des Wassers (The Shape of Water)

### Bester fremdsprachiger Film
Aus dem Nichts
120 BPM (120 battements par minute)
Eine fantastische Frau (Una mujer fantástica)
Der weite Weg der Hoffnung (First They Killed My Father)
The Square
Thelma

### Bestes Lied
„Remember Me“ aus Coco – Lebendiger als das Leben! (Coco)
„Evermore“ aus Die Schöne und das Biest (Beauty and the Beast)
„Mystery of Love“ aus Call Me by Your Name
„Stand Up for Something“ aus Marshall
„This Is Me“ aus Greatest Showman (The Greatest Showman)

### Beste Musik
Alexandre Desplat – Shape of Water – Das Flüstern des Wassers (The Shape of Water)
Jonny Greenwood – Der seidene Faden (Phantom Thread)
Dario Marianelli – Die dunkelste Stunde (Darkest Hour)
Benjamin Wallfisch und Hans Zimmer – Blade Runner 2049
John Williams – Die Verlegerin (The Post)
Hans Zimmer – Dunkirk